# Pleșcuța
Pleșcuța is een Roemeense gemeente in het district Arad.
Pleșcuța telt 1281 inwoners.